# Helge Achenbach
Helge Achenbach (* 17. April 1952 in Weidenau, Kreis Siegen) ist ein in Düsseldorf ansässiger deutscher Kunstberater, der wegen Betrugs verurteilt wurde.

## Herkunft, Studium, berufliche Tätigkeiten und Privates
Helge Achenbach wurde als Sohn des Bundesbahnbeamten Walter Achenbach und dessen Frau Gerda in Weidenau geboren. Als er 14 Jahre alt war, zog die Familie nach Düsseldorf. Während seines Studiums der Sozialpädagogik an der Universität Düsseldorf war er AStA-Vorsitzender und Mitglied des Sozialistischen Hochschulbundes. Nach dem Studium und einem einjährigen Praktikum in der Justizvollzugsanstalt Siegburg eröffnete Achenbach 1973 zunächst mit seinem Willicher Kollegen Dietmar Löhrl eine eigene Galerie in einem Zimmer über der Buchhandlung Nauhaus in der Düsseldorfer Bismarckstraße 68. Sie zeigten unter anderem Papierarbeiten der Zero-Künstler. 1975 wurde er Geschäftsführer der Düsseldorfer Filiale der Junior-Galerie, einer von dem Goslarer Bauelementefabrikanten Peter Schenning gebildeten Galerienkette. In den Ausstellungsräumen der Junior-Galerie in dem spätbarocken Palais Orangeriestraße 6 zeigte Achenbach neben Heinz Mack auch Einzelausstellungen der Künstler Robin Page, Karl Fred Dahmen, Friedensreich Hundertwasser, Bernhard Krug, Rainer Tappeser und Sigi Zahn.

## Karriere als Kunstberater (ab 1978)
Er etablierte sich ab 1978 als „Art Consultant“ (Kunstberater). Seitdem beriet er zahlreiche Wirtschaftsunternehmen beim Aufbau ihrer Sammlungen und baute einige private Kunstsammlungen auf. Während der documenta IX platzierte er zusammen mit den Galeristen Max Hetzler und Anthony d’Offay vor dem Residenzschloss Arolsen die Monumentalskulptur Puppy von Jeff Koons. Achenbach wurde 1997 für fünf Jahre Präsident des Fußballvereins Fortuna Düsseldorf, gab das Amt bereits im Jahr 2000 wieder ab. Er konnte den Niedergang des Vereins nur kurzfristig aufhalten. Unter seinen Nachfolgern stieg der Verein 2002 in die vierte Liga ab. 2001 stieg Achenbach mit „Monkey’s Island“ in die Gastronomie ein. 2007 folgten die Restaurants „Monkey’s West“, „Monkey’s East“ und „Monkey’s South“ am Graf-Adolf-Platz, die Achenbach an seinem 55. Geburtstag eröffnete. Schon 2012 musste „Monkey’s Club“ (eröffnet 2004) nach angeblichen finanziellen Turbulenzen geschlossen werden. „Es war ein Plus-Minus Geschäft. Wir zählen das Clubgeschäft aber nicht zu den Kernkompetenzen der Marke Monkey’s“, sagte Achenbach damals. Helge Achenbach war außerdem von 2002 bis 2014 Geschäftsführer und Miteigentümer der privaten (Kunst-)„Sammlung Rheingold“. Im Rahmen der Betrugsvorwürfe trat er am 8. Juli 2014 als Geschäftsführer zurück, sein Vermögensanteil an der Sammlung wurde von der Staatsanwaltschaft gesperrt.

## Achenbach Art Consulting
1977 gründete Achenbach zusammen mit dem Architekten Horst Kimmerich ein „Büro für Art Consulting“. Erster Auftrag war die künstlerische Ausstattung des von den Düsseldorfer Architekten HPP neu erbauten Klöcknerhauses in Duisburg, der ein Volumen von 600.000 DM hatte. Ein Jahr später zerbrach die Partnerschaft mit Kimmerich, Achenbach gründete die Achenbach Art Consulting als eine kommerzielle Kunstberatung in Düsseldorf. 1992 eröffnete Achenbach am Kaiserswerther Markt in Kaiserswerth eine neue, von dem Architekten Rudolf Küppers entworfene Firmenzentrale mit 2000 m² Bürofläche. Im gleichen Jahr schloss er seine Galeriefiliale in Frankfurt am Main, die er in dem ehemaligen Verwaltungsgebäude der D. Stempel AG in der Hedderichstraße betrieben hatte, weil er „[…] in drei Jahren kein einziges Bild“ verkauft habe. 1997 eröffnete er mit einer Retrospektive von Jörg Immendorff neue Ausstellungsräume (Kaistraße Studios,  Medienhafen Düsseldorf), die nach kurzer Aktivität wieder geschlossen wurden.
Ziel der Achenbach Kunstberatung GmbH war nach eigenen Angaben der Aufbau und die Weiterentwicklung von Kunstsammlungen im privaten, wirtschaftlichen und öffentlichen Bereich sowie die Entwicklung spezieller Kunstprojekte. Die Sammlungskonzepte sollten dabei auf dem Selbstverständnis der jeweiligen Firmen basieren. Im Zuge dieser Vermittlungsarbeit arbeitete Achenbach mit Künstlern wie Thomas Struth, Gerhard Richter, Andreas Gursky, Thomas Schütte, Dan Flavin, Stephan Balkenhol, Ernst Hesse, Daniel Buren, Sol LeWitt, Bernd und Hilla Becher, Beat Streuli, Tony Cragg, Frank Stella, Joseph Kosuth, Gerhard Merz und James Turrell zusammen. Neben Kunstkonzepten für Geschäftskunden und firmeneigene Sammlungen wurden private Kunstsammlungen betreut, unter anderen die Kunstsammlung von Berthold Albrecht.
Achenbach konzipierte im Jahre 2012 mit der „Berenberg Art Advice GmbH“ einen Kunstfonds, der von der Berenberg Bank vertrieben wurde. Der „Berenberg Art Capital Fund Ltd.“ hatte ein vorgesehenes Volumen von 50 Millionen Euro. Das Know-how der Berenberg Art Advice wurde ergänzt durch eine Joint-Venture-Vereinbarung mit der langjährig im Bereich Kunstinvestment tätigen The Fine Art Fund Group Ltd. (London), um den Due-Diligence-Prozess vor dem Ankauf der Kunstwerke zu begleiten. Sie sollte als Co-Advisor im Investmentkomitee die Geschäftsleitung des Fonds unterstützen und Versicherung, Transport, Lagerung oder Restaurierung koordinieren.
Anfang Juli 2013 beschlossen die Gesellschafter der „Berenberg Art Advice GmbH“, die Berenberg Bank, Helge Achenbach und Stefan Horsthemke, getrennte Wege zu gehen und die Gesellschaft aufzulösen. Die Vermarktung des bis dahin noch nicht in Geschäftsbetrieb gegangenen Kunstfonds „Berenberg Art Capital Fund Ltd.“ wurde eingestellt.
Die unter anderem zur Achenbach-Gruppe gehörenden Gesellschaften „State of the Art“, Muttergesellschaft der „Monkey’s“ und die „Achenbach Kunstberatung GmbH“ stellten am 7. August 2014 beim Düsseldorfer Amtsgericht einen Insolvenzantrag. Vorstand Benjamin Achenbach (Regionalvorsitzender von Die Jungen Unternehmer – BJU Niederrhein) erklärte, man habe „nun nach Prüfung und juristischer Beratung festgestellt, dass die Gesellschaften zahlungsunfähig sind“. Als vorläufigen Insolvenzverwalter bestellte das Amtsgericht Düsseldorf den Anwalt Marc d'Avoine.

## Betrugsvorwürfe, Zivil- und Strafprozess
Im Jahr 2012 wurde Achenbach von der Witwe Jörg Immendorffs in der Auseinandersetzung um das Verkaufshonorar der Immendorffschen Affenskulpturen angezeigt.
2011 gründete die Hamburger Privatbank Joh. Berenberg, Gossler & Co. KG zusammen mit Achenbach die Kunstberatung Berenberg Art Advice, die vermögende Familien und Sammlerdynastien ansprechen wollte. Mitte 2013 wurde die Gesellschaft wegen Unstimmigkeiten der Gesellschafter aufgelöst. Hintergrund war ein Vermittlungsgeschäft an den Pharma-Unternehmer Christian Boehringer.
Seit dem 11. Juni 2014 befand sich Achenbach in der Untersuchungshaft der Justizvollzugsanstalt Essen, nachdem Babette Albrecht (Schwiegertochter von Aldi-Nord Gründer Theo Albrecht) ihn im Zusammenhang mit dem Verkauf von Kunstwerken und Oldtimern wegen Betrugs durch „verdeckte Preisaufschläge“ angezeigt hatte. Achenbach habe dem 2012 verstorbenen Ehemann von Babette Albrecht (Berthold Albrecht) Kunstwerke und Oldtimer im Wert von rund 120 Millionen Euro verkauft. Insgesamt soll nach Medienberichten ein Schaden von rund 60 Millionen Euro entstanden sein. Babette Albrecht reichte beim Landgericht Düsseldorf eine zivile Schadensersatzklage in Höhe von fast 20 Millionen Euro ein. Die Klage richtete sich gegen Achenbach und dessen beide Firmen Achenbach Kunstberatung und State of the Art. Achenbachs Anwälte bezeichneten die Vorwürfe als „völlig absurd“. Am 21. August 2014 meldete das Handelsblatt, dass der frühere Allkauf-Miteigentümer Bernd Viehof eine Strafanzeige erstattet habe. Demnach solle es um ein oder mehrere Werke von Georg Baselitz gehen, die von Achenbach vermittelt worden seien. Der Umfang des mutmaßlichen Schadens soll zwischen 1,5 und 2,5 Millionen Euro liegen. Eine Haftbeschwerde der Anwälte von Achenbach wurde durch das Landgericht Essen am 24. Juli 2014 wegen des dringenden Tatverdachts sowie aufgrund von Flucht- und Verdunkelungsgefahr verworfen. Am 11. November 2014 begann die 6. Zivilkammer am Landgericht Düsseldorf mit der Verhandlung gegen Achenbach.
Mit Urteil vom 20. Januar 2015 hat die 6. Zivilkammer des Landgerichts Düsseldorf Achenbach zur Zahlung von Schadensersatz in Höhe von 19.360.760,70 Euro an die fünf Erben von Berthold Albrecht verurteilt. Das Gericht sah es als erwiesen an, dass Achenbach anstelle der vereinbarten Provisionen unberechtigt einen Aufschlag in Höhe der verurteilten Summe in Rechnung stellte, ohne Albrecht darüber zu informieren. Nach Auffassung der Kammer hätte sich kein wirtschaftlich einsichtiger Mensch und erst recht keine Unternehmerpersönlichkeit wie Berthold Albrecht auf eine solch undurchsichtige Preisgestaltung eingelassen.
Der Strafprozess gegen Achenbach mit Anklagen wegen Betrugs, Urkundenfälschung und Untreue begann am 9. Dezember 2014 vor der Großen Strafkammer des Landgericht Essen. Nach einem Geständnis Achenbachs wurde er am 16. März 2015 unter anderem wegen Betrugs in 18 Fällen zu einer Haftstrafe von sechs Jahren verurteilt.
Nach Angaben seiner Frau gab Achenbach während seiner Zeit in Untersuchungshaft Kurse in Kunstgeschichte und arbeitete später im offenen Vollzug bei der Diakonie in Düsseldorf.
Achenbach ist Anfang Juni 2018 auf Basis eines Beschlusses des Landgerichts Kleve nach Verbüßung von zwei Dritteln seiner Haftstrafe auf Bewährung freigekommen. Im Gerichtsstreit bezüglich Schadenersatzforderungen der Albrecht-Erben wurde entschieden, dass Achenbach 16,1 Millionen Euro Schadensersatz zahlen muss. Seine beiden Villen in Düsseldorf wurden gepfändet und verkauft, seine Frau ließ sich von ihm scheiden.
Nach seiner Entlassung machte Achenbach durch eine Ausstellung eigener Werke auf sich aufmerksam: Ab dem 7. September 2018 wurden seine Bilder unter dem Motto „Back in Black“ in der „Bespoke Galerie“ in Düsseldorf gezeigt. 2019 veröffentlichte er seine Memoiren im Münchner Riva-Verlag.

## Projekte
- 1986: Gerhard Richter – Ergo Versicherungsgruppe AG, Düsseldorf: Für die Ergo Versicherungsgruppe AG, ehemals Victoria Versicherung, in Düsseldorf schuf Gerhard Richter seine Gemälde Victoria I und Victoria II.
- 1987: Keith Haring – BBDO, Düsseldorf: Mitte der 80er Jahre sprayte der Künstler Keith Haring sein Bild auf eine 3 × 7 m große Leinwand.
- 1990: Sol LeWitt, Gerhard Richter, Oswald Mathias Ungers – Bayerische Hypotheken- und Wechselbank, Düsseldorf: Mit Werken von Oswald Mathias Ungers, Sol LeWitt und Gerhard Richter
- 1992: Jeff Koons – Residenzschloss, Bad Arolsen: Auf Initiative von Achenbach und den Galeristen Max Hetzler und Anthony D’Òffay entwarf Jeff Koons einen zwölf Meter hohen Hund aus Blumen.
- 1997: Jeff Koons – Guggenheim Museum, Bilbao: Außenskulptur vor dem Guggenheim Museum in Bilbao
- 2000: Juan Muñoz und Andreas Gursky – Allianz AG: Juan Muñoz schuf für einen Innenhof 22 Bronzefiguren und arrangierte sie zu einem „Conversation Piece“, ein Symbol für Interaktion und Kommunikation. Andreas Gursky gestaltete einen 15 m langen unterirdischen Verbindungsgang mit verschiedenen Fotoarbeiten.
- 2001 Sammlung Rheingold: Auf Initiative von Achenbach schlossen sich im Jahr 2001 sechs Sammler, Achenbach, Walter Droege (Droege International Group) und die Brüder Eugen, Michael, Klaus und Bernd Viehof zusammen, um in zeitgenössische Kunst zu investieren. Die Sammlung Rheingold beabsichtigt, vor allem Kunst aus dem Rheinland zu kaufen.[19]
- 2002: Albertinum Dresden: Zwei Monate nachdem die große Elbeflut das Albertinum in Dresden unter Wasser gesetzt hatte, initiierte Helge Achenbach eine Auktion, für die 45 namhafte Künstler – unter ihnen Gerhard Richter, Andreas Gursky, Jörg Immendorff, Thomas Schütte, Georg Baselitz, Imi Knoebel und Katharina Sieverding – Werke spendeten. Insgesamt 3,4 Millionen Euro erlöste die Auktion für die Sanierung und Erweiterung des Albertinum.[20][21]
- 2011: MoMA – Volkswagen: Im Mai 2011 wurde eine von Achenbach initiierte Partnerschaft zwischen der Volkswagen AG und dem Museum of Modern Art (MoMA) in New York bekannt gegeben.[22]

## Schriften
- Vom Saulus zum Paulus: Kunst- und Architekturberatung. Lindinger und Schmid, Regensburg 1995, ISBN 978-3-929970-20-3.
- Der Kunstanstifter. Vom Sammeln und Jagen. Autobiografie. Hatje Cantz, Ostfildern 2013, ISBN 978-3-7757-3676-3.
- Selbstzerstörung. Bekenntnisse eines Kunsthändlers. premium riva, München 2019, ISBN 978-374-2311-49-8.

## Sonstiges
Birgit Schulz drehte über Helge Achenbach den Dokumentarfilm Der Illusionist, der am 27. April 2023 Kinostart hatte.